# Рябов, Геннадий Георгиевич
Геннадий Георгиевич Рябов (15 января 1936, Москва — 18 апреля 2020, там же) — советский и российский математик, специалист в области прикладной математики и вычислительной техники, директор ИТМиВТ имени С. А. Лебедева РАН (1984—2005), член-корреспондент АН СССР (1984), член-корреспондент РАН (1991).

## Биография
Родился 15 января 1936 года в Москве. Профессор кафедры, член-корреспондент РАН.
В 1958 году — окончил механико-математический факультет МГУ.
В 1967 году — защитил кандидатскую диссертацию по специальной тематике.
В 1984 году — защитил докторскую диссертацию, тема: «Научные основы создания комплексных систем автоматизации пректирования высокопроизводительных вычислительных систем».
В 1984 году — избран членом-корреспондентом АН СССР, а в 1991 году — членом-корреспондентом РАН.
В 1991 году — присвоено учёное звание профессора.
С 1958 года работает в Институте точной механики вычислительной техники имени С. А. Лебедева РАН, где прошёл путь от младшего научного сотрудника до директора института (1984—2005).
С 2005 года — заведующий Лабораторией методов компьютерной визуализации Научно-исследовательского вычислительного центра (НИВЦ) МГУ.
Заведовал базовой кафедрой электронных вычислительных машин МФТИ.
Скончался 18 апреля 2020 года. Похоронен на Люблинском кладбище Москвы (участок 37).

## Научная деятельность
Крупный специалист в области прикладной математики и вычислительной техники, главный конструктор ряда вычислительных систем оборонного и гражданского назначения.
Научные интересы связаны с автоматизацией проектирования радиоэлектронных устройств, созданием алгоритмов трассировки многослойных плат и БИС. Выполнил ряд важных работ по математическому обеспечению уникальных вычислительных комплексов, работающих в реальном масштабе времени.
Возглавлял работы по алгоритмизации задач проектирования вычислительной техники, под его руководством были созданы отечественные супер ЭВМ «Эльбрус».
Под его руководством защищено 16 кандидатских и 7 докторских диссертаций.
Автор свыше 100 научных работ.

## Основные труды
- Волновой алгоритм и электрические соединения — М., ИТМиВТ, 1965 (соавтор Зиман Ю. Л.)
- Поэлементное моделирование вычислительных систем — М., 1978
- Модели коммутационных свойств конструкций ЭВМ — М., ИТМиВТ, 1989
- О путевом кодировании k-граней в n-кубе // Вычислительные методы и программирование, 2008, т. 9, № 1

## Награды
- Государственная премия СССР (1974)[5]
- Премия НАНУ имени С. А. Лебедева (1989)[5]
- Орден Ленина (1987)[5]
- Орден Трудового Красного Знамени (1978)[5]
- Заслуженный деятель науки Российской Федерации (1999)[5]